# Dingana bowkeri
Dingana bowkeri är en fjärilsart som beskrevs av Henry Trimen 1806. Dingana bowkeri ingår i släktet Dingana och familjen praktfjärilar. Inga underarter finns listade i Catalogue of Life.